# Примачук, Иван Яковлевич
Иван Яковлевич Примачук (1927 год — 2014) — строитель, бригадир комплексной бригады строительного управления «Культбытстрой» треста «Карагандажилстрой» Министерства строительства предприятий тяжёлой индустрии Казахской ССР, гор. Караганда. Герой Социалистического Труда (1971).

## Биография
Родился в 1927 году в селе Александрия Камень-Каширского повета Полесского воеводства Польши (ныне — Камень-Каширский район Волынской области Украины).
С 1948 по 1955 года трудился строителем в строительном управлении Карагандинского шахтостроительного комбината имени Костенко. Участвовал в строительстве промышленных участков шахт № 86 и 87, наземных комплексов шахты № 12 — 14 в городе Шахтинск Карагандинской области. С 1955 по 1962 года — каменщик СМУ «Культбытстрой» треста «Карагандажилстрой». С 1962 года — бригадир комплексной бригады в этом же строительно-монтажном управлении.
В годы Восьмой пятилетки применял в бригаде передовые строительные методы и бригадный хозрасчёт, что привело к значительному увеличению производительности труда. Бригада Ивана Примачука одна из первых строительных коллективов выполнила задания восьмой пятилетки (1966—1970). Указом Президиума Верховного Совета СССР (неопубликованным) от 5 апреля 1971 года «за выдающиеся успехи в выполнении заданий пятилетнего плана по строительству и вводу в действие производственных мощностей, жилых домов и объектов культурно-бытового назначения» удостоен звания Героя Социалистического Труда с вручением ордена Ленина и золотой медали Серп и Молот.
Член КПСС с 1973 года.
Проживал в Караганде.
Награды
- Герой Социалистического Труда
- Орден Ленина
- Орден Трудового Красного Знамени